# Калужское (Калининградская область)
Калужское (до 1946 — Грюнхайде (нем. Grünheide)) — посёлок в Черняховском районе Калининградской области. 

## География
Посёлок расположен в 25 км на север от Черняховска, остановочный пункт на ж/д линии Черняховск — Советск.

## История
В 1882 году в Грюнхайде была построена кирха.
В 12 часов 20 января 1945 года в результате обходного манёвра с запада и северо-запада Грюнхайде был взят воинами 95-го гвардейского стрелкового полка 31-й гвардейской стрелковой дивизии 11-й армии.
В 1946 году Грюнхайде был переименован в поселок Калужское..
До 2015 года входил в состав Калужского сельского поселения.

## Население
| 1910 | 1933 | 1939 | 2002 | 2010 |
| ---- | ---- | ---- | ---- | ---- |
| 249  | ↗541 | ↗611 | ↗632 | ↘528 |